# NGC 3593
NGC 3593 é uma galáxia espiral (S0-a) localizada na direcção da constelação de Leo. Possui uma declinação de +12° 49' 06" e uma ascensão recta de 11 horas, 14 minutos e 37,0 segundos.
A galáxia NGC 3593 foi descoberta em 12 de Abril de 1784 por William Herschel.